# 理性選擇理論
理性選擇理論（英語：Rational choice theory），又稱為選擇理論（Choice theory）、理性行為理論（Rational action theory），是政治科學及社會科學的一系列理論，主張行動本質上都是理性的，人們在行動前會考量利害得失來做出決定。
理性選擇中的理性，是指能夠分析、比較各種選擇的利益與效用，之後對於較高的效用與利益顯示出偏好，並作為行為的根據，屬於一種工具理性。這個理論假設在每個人都是理性主體，對於不同選擇間，都存在偏好，個人會根據偏好來形成決策，做出行動。這些偏好，在邏輯上，都具完備性（對於兩個特定選擇中，個人永遠可以做出偏好的高低排序，而且排序本身不會有矛盾），以及嚴格可遞移性（若存在三個選擇A,B,C，個人偏好A > B，B >C，則他必定偏好A > C）。理性主體在形成偏好，做出決策之前，都會尋求所有可能的資訊，以理性進行綜合推理判斷，比較各種選擇方案的成本及效益，最後才會做出決策。
以理性來解釋每個人類行為的背後原因，這理論的概念模型是個體經濟學背後的重要依據。在經濟學之外，包括政治學與社會學中，理性選擇理論都是重要的研究方式之一。經濟學家蓋瑞·貝克的研究成果，被認為是理性選擇理論由經濟學界擴展至其他領域的重要推動力量之一。

## 定義
在理性選擇理論中所說的理性，與在哲學上或是一般日常語言中的理性，兩者的定義及用法並不相同。日常語言中所說的理性，可能是指能夠清醒的思考；但理性選擇中所說的理性，範圍較狹隘，這種理性只是指每個個體，在衡量過成本及收益之後，選擇出能夠讓個人效益最大化的方案，之後方才據此進行行動。理性選擇的理性，是一種特定的選擇程序，只要行為符合這個程序定義，就可以說是理性。舉個極端的例子，一個人選擇大麻或海洛英，在這個理論下，並不能說他是不理性的；只要他進行過成本及收益間的比較，確定他偏好於大麻，這就可以稱為理性。但是如果這個人偏好糖果，高於海洛英；偏好海洛英，勝於大麻，但是這個人在可自由選擇的狀況下，卻選擇了大麻，放棄了糖果，這時可以說他的行為是非理性（non-rational），也就是這個人的個人選擇是非理性選擇。相對於此的概念是不理性（irrational）, 如果我們可以證實這個人選擇大麻，放棄糖果，是一時衝動、精神異常，或沒有任何原因和理由之下時，我們才可以說是他的行為是不理性的。

## 經濟學
在經濟學中，以追求效用最大化，作為理性的代表。

## 實證研究
在世界各地15個小型社會的研究顯示人類並沒有理性選擇的天性，理性選擇是身處在西方市場社會中的人們才會發展出的行為模式。即使是在東京的研究也顯示只有很低比例的人會照經濟學假設的方式作選擇。

## 批評
赫伯特·亞歷山大·西蒙提出有限理性。
行為經濟學提出，人類行為受制於許多非理性的認知偏誤，以展望理論來取代完全理性選擇。